# The Renaissance (Q-Tip)
The Renaissance è il secondo album del rapper statunitense Q-Tip, pubblicato nel 2008.
Ottiene un punteggio di 82/100 basato su 24 recensioni sul sito Metacritic.
| Recensione           | Giudizio |
| -------------------- | -------- |
| AllMusic             | [ 1 ]    |
| RapReviews           | [ 2 ]    |
| Pitchfork            | [ 3 ]    |
| Entertainment Weekly | A        |
| The Village Voice    | [ 2 ]    |
| Spin                 | [ 2 ]    |
| Q                    | [ 5 ]    |
| The Guardian         | [ 2 ]    |

## Tracce
1. Johnny Is Dead – 3:02 (testo: Fareed, Rosenwinkel)
2. Won't Trade – 2:41 (testo: Bridges, Eaton, Fareed, Knight)
3. Gettin' Up – 3:18 (testo: Fareed)
4. Official – 3:19 (testo: Fareed)
5. You – 3:02 (testo: Fareed)
6. We Fight/We Love (featuring Raphael Saadiq) – 4:47 (testo: Fareed)
7. Manwomanboogie (featuring Amanda Diva) – 3:06 (testo: Czukay, Fareed, Gee, Karoli, Liebezeit, Schmidt)
8. Move / Renaissance Rap – 5:49 (testo: Davis, Fareed, Fletcher, Parks)
9. Dance on Glass – 3:02 (testo: Fareed)
10. Life Is Better (featuring Norah Jones) – 4:41 (testo: Fareed)
11. Believe (featuring D'Angelo) – 2:57 (testo: Fareed, Glasper)
12. Shaka – 3:33 (testo: Fareed, Rosenwinkel)

Tracce bonus
1. Good Thang (Digital bonus track) – 3:30 (testo: Fareed)
2. Feva (UK & Circuit City bonus track) – 3:48 (testo: Fareed)

## Classifiche
| Classifica (2008)         | Posizione massima |
| ------------------------- | ----------------- |
| Francia                   | 176               |
| Stati Uniti               | 11                |
| US Digital Albums         | 5                 |
| US Tastemakers            | 2                 |
| US Top Rap Albums         | 2                 |
| US Top R&B/Hip-Hop Albums | 3                 |